# Estación de Oriente (Lisboa)
La Estación de Oriente (Estação do Oriente), también conocida como Estación Intermodal de Oriente es una de las estaciones ferroviarias más importantes de Lisboa, Portugal. Fue proyectada por el arquitecto e ingeniero español Santiago Calatrava. Las obras terminaron en 1998, para poder ser usada como parte de la Expo '98 en el Parque das Nações.

## Historia
En 1994, la estación se propuso como parte de la modernización de Línea del Norte, una modificación a la línea ferroviaria para facilitar el futuro desarrollo de una estación Oriente. Ubicada a lo largo de la Avenida D. João II, sobre la Avenida de Berlin y la Calle Conselheiro Mariano de Carvalho, la estación estaba planeada para ocupar los terrenos que alguna vez ocuparon el Apeadero de dos Olivais, que fueron demolidos en la década de 1990 para dar paso a la nueva estación.
Se solicitaron ofertas a nivel internacional para construir el proyecto en terrenos que se utilizarían para la exposición de 1998. El concepto fue diseñado originalmente por el arquitecto español Santiago Calatrava en 1995 y construido por Necso. 
La estación fue inaugurada el 19 de mayo de 1998, como parte de las celebraciones que marcan la inauguración de la feria mundial Expo '98.  En el momento de su inauguración, se la consideraba la estación intermodal más grande de Portugal, ganando el premio Brunel en octubre de 1998, en la categoría de grandes proyectos de nueva construcción.

## Descripción
La estación consta de tres pisos: el nivel -1 está destinado a la estación de metro de Oriente, de la línea roja; la planta 0 es una estación de autobuses, y la planta 1 está dedicada a la estación de trenes. El edificio está cubierto por un gran techo acristalado.

#### Situación
Se encuentra en la zona del puerto, bastante alejada del centro de la capital . Sin embargo, está muy bien conectada con la estación de Lisboa Santa Apolónia, más hacia el sur y más céntrica, junto a Alfama. El trayecto que comunica las dos estaciones de tren de Lisboa es de unos 7 minutos.

## Galería

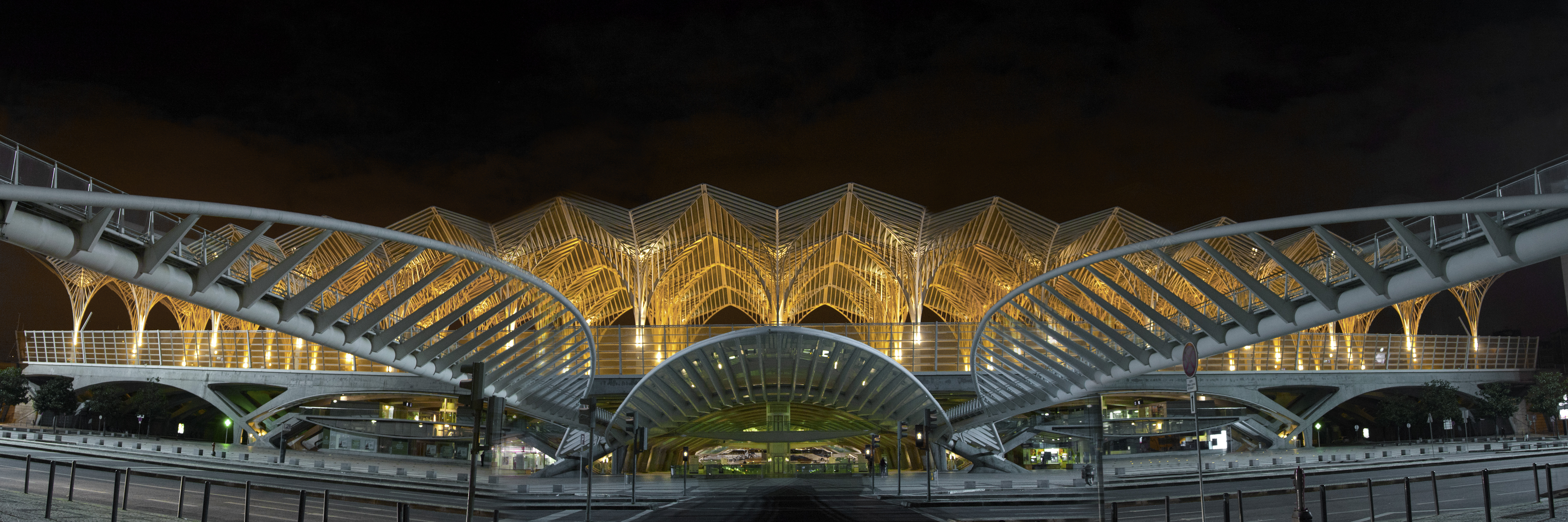
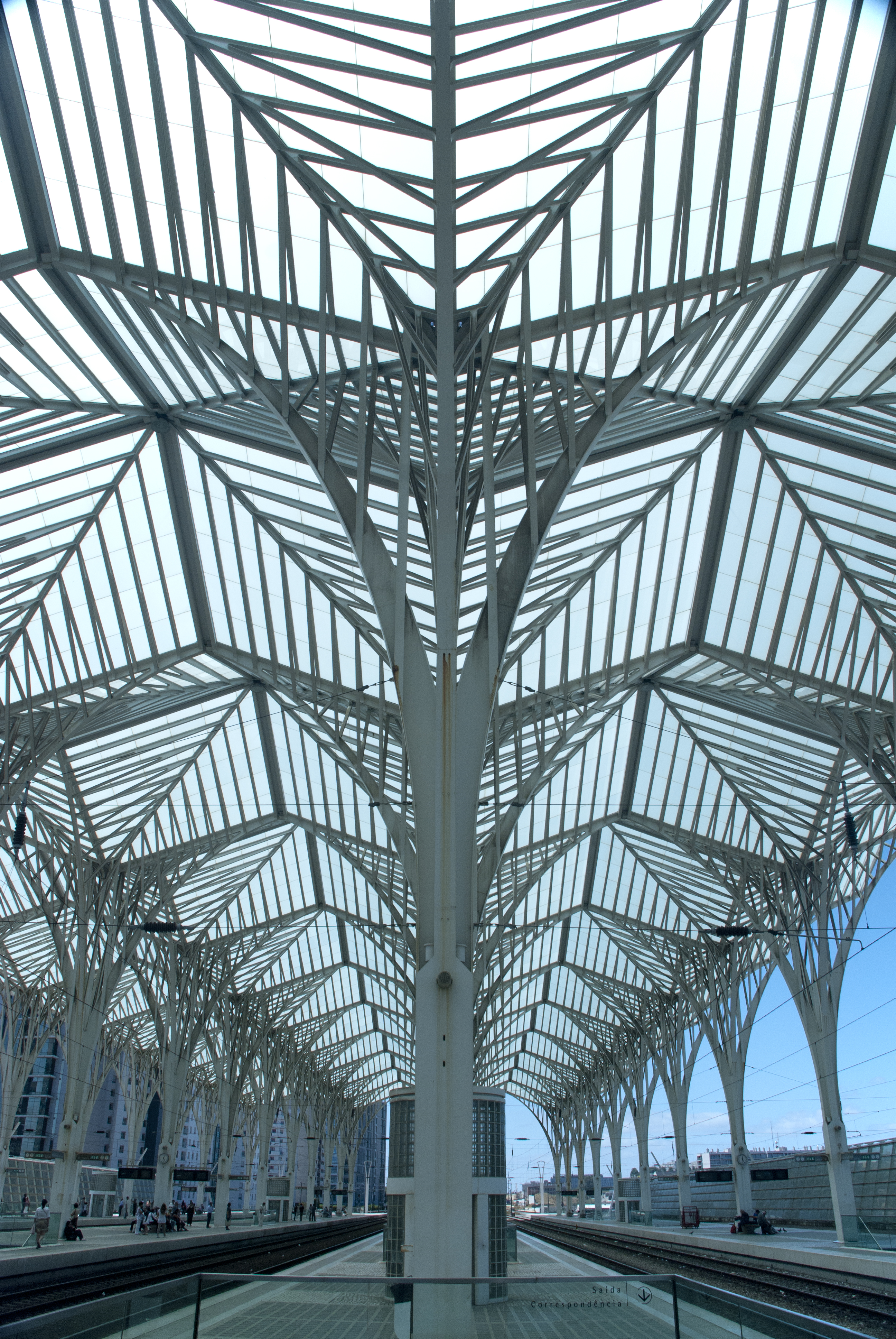
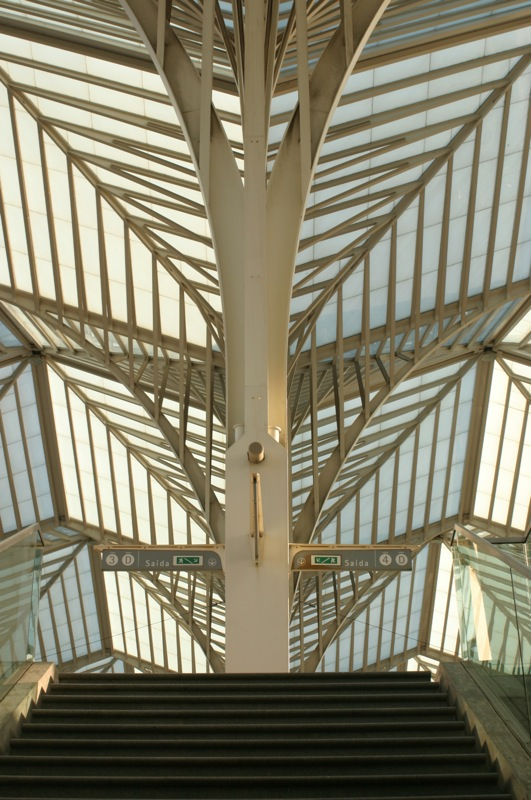
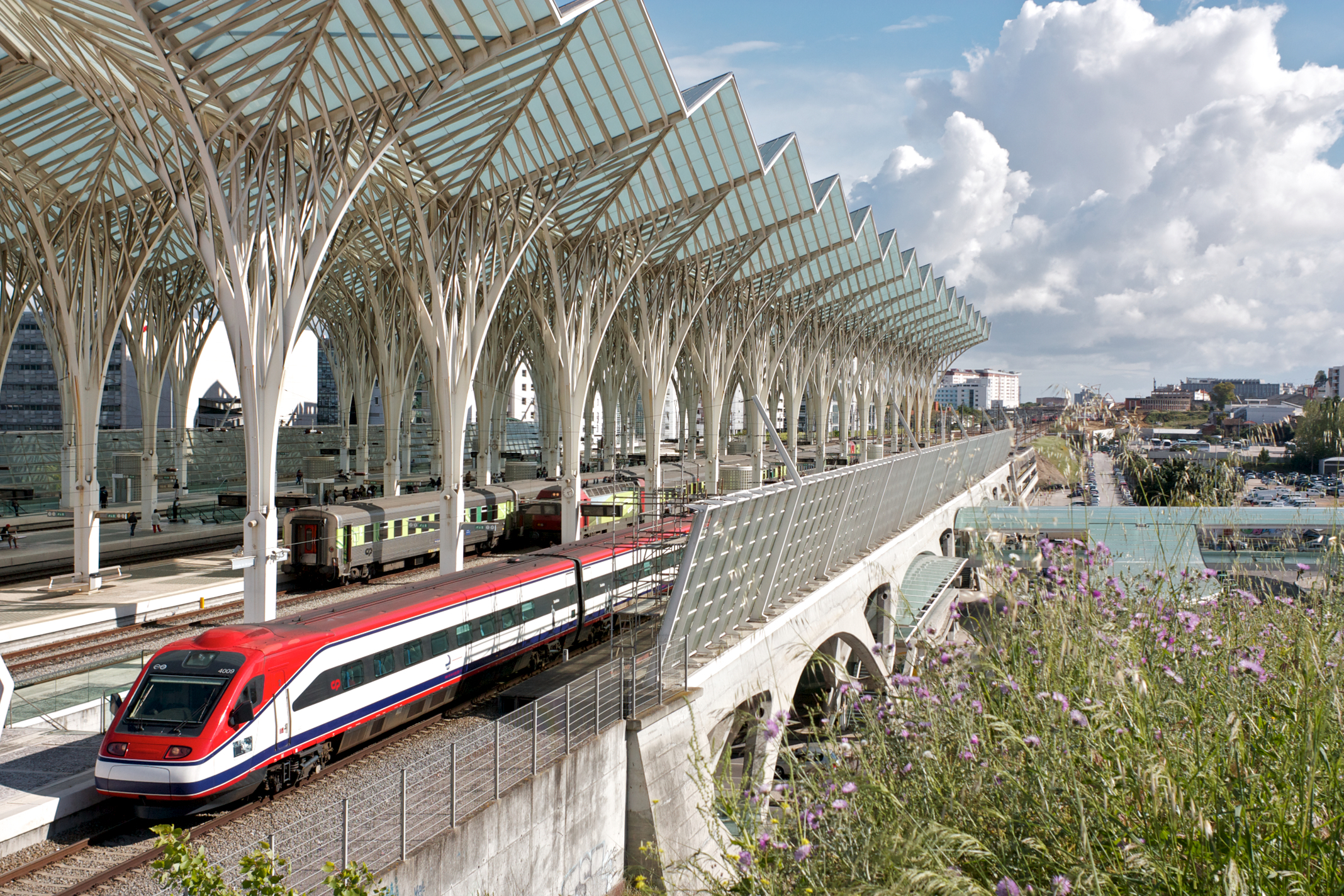
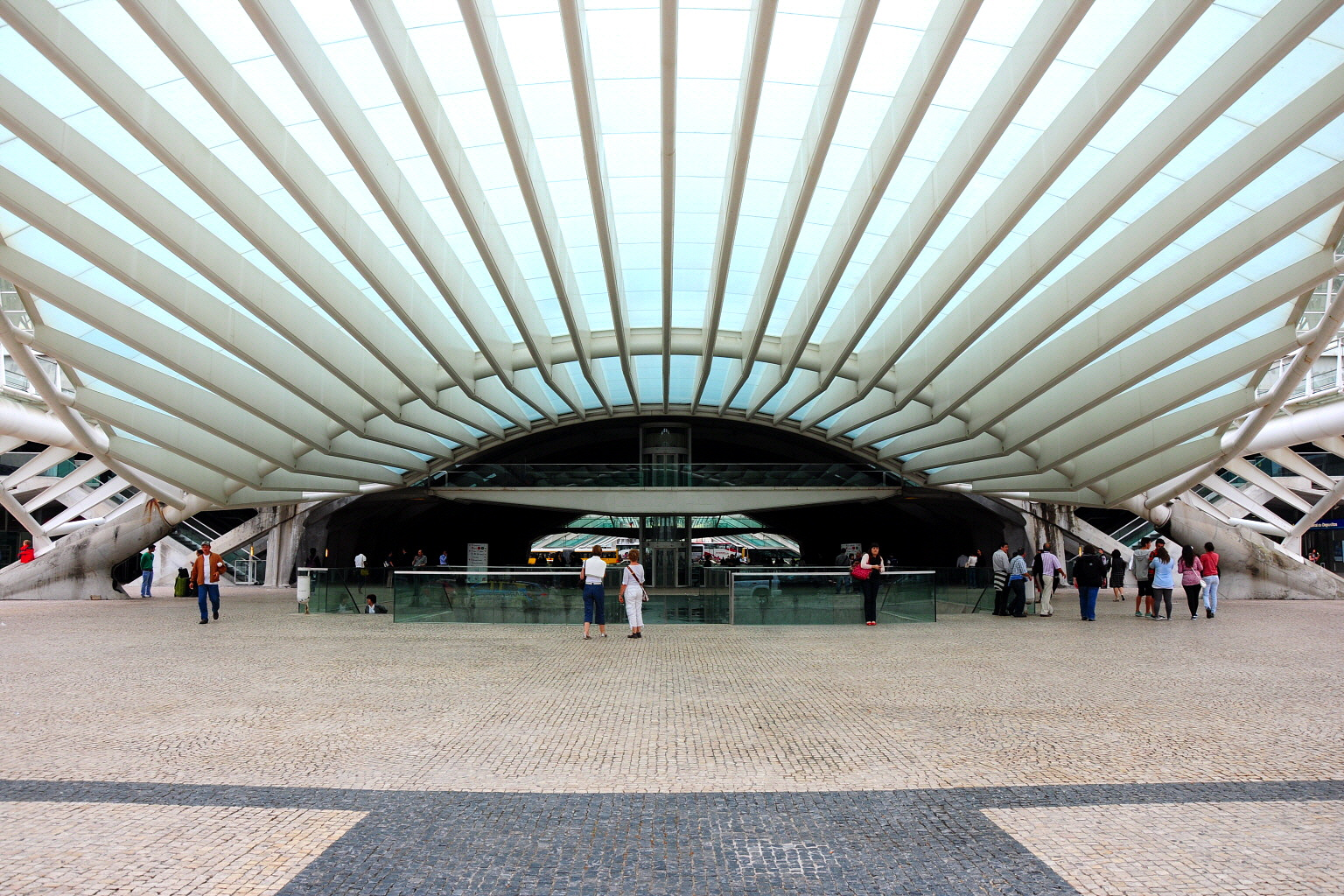
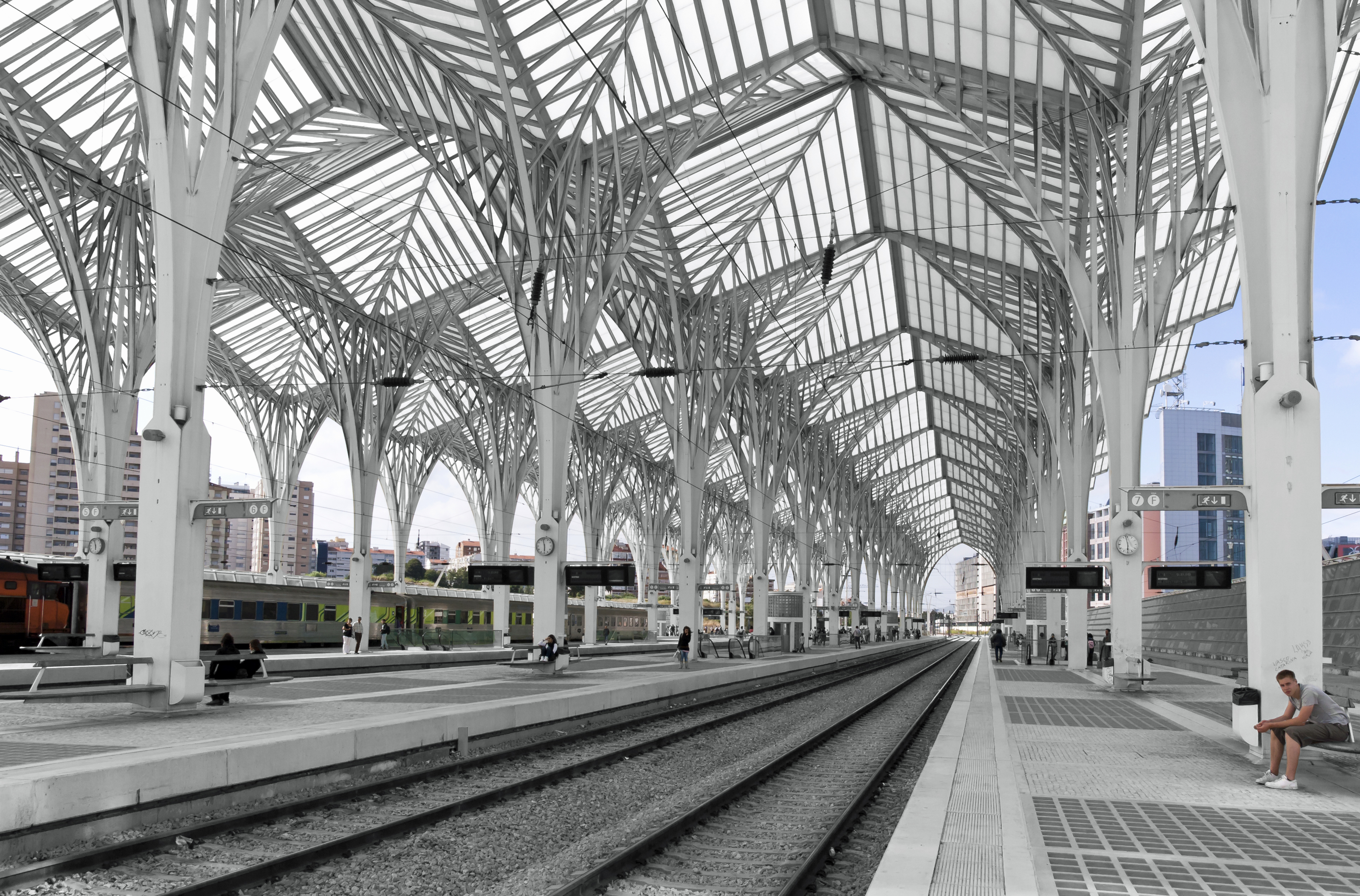

## Servicios
| Origen                | Comboios de Portugal | Comboios de Portugal    | Destino        |
| --------------------- | -------------------- | ----------------------- | -------------- |
| Lisboa-Santa Apolónia |                      | Alfa Pendular           | Porto-Campanhã |
| Lisboa-Santa Apolónia | Braga                | Alfa Pendular           |                |
| Faro                  | Porto-Campanhã       | Alfa Pendular           |                |
| Lisboa-Santa Apolónia |                      | Intercidades            | Porto-Campanhã |
| Lisboa-Santa Apolónia | Braga                | Intercidades            |                |
| Lisboa-Santa Apolónia | Guimarães            | Intercidades            |                |
| Lisboa-Santa Apolónia | Viana do Castelo     | Intercidades            |                |
| Lisboa-Santa Apolónia | Guarda               | Intercidades            |                |
| Lisboa-Santa Apolónia | Estación de Covilhã  | Intercidades            |                |
| Faro                  | Término              | Intercidades            |                |
| Évora                 | Término              | Intercidades            |                |
| Lisboa-Santa Apolónia |                      | Interregional           | Porto-Campanhã |
| Lisboa-Santa Apolónia | Tomar                | Interregional           |                |
| Lisboa-Santa Apolónia |                      | Regional                | Entroncamento  |
| Lisboa-Santa Apolónia | Tomar                | Regional                |                |
| Lisboa-Santa Apolónia | Castelo Branco       | Regional                |                |
| Lisboa-Santa Apolónia | Porto-Campanhã       | Regional                |                |
| Lisboa-Santa Apolónia | Entroncamento        | Regional                |                |
| Origen                | CP Urbanos de Lisboa | CP Urbanos de Lisboa    | Destino        |
| Lisboa-Santa Apolónia |                      | Línea de Azambuja       | Azambuja       |
| Alcântara-Terra       | Línea de Azambuja    | Castanheira do Ribatejo |                |
| Sintra                | Línea de Sintra      | Alverca                 |                |